# Muráň
Muráň és un poble i municipi d'Eslovàquia que es troba a la regió de Banská Bystrica.

## Història
La primera menció escrita de la vila es remunta al 1321.

## Demografia
| Godina             | 1994 | 2004   | 2014   | 2024   |
| ------------------ | ---- | ------ | ------ | ------ |
| Nombre de persones | 1284 | 1258   | 1237   | 1167   |
| Diferència         |      | −2,02% | −1,66% | −5,65% |

| Godina             | 2023 | 2024   |
| ------------------ | ---- | ------ |
| Nombre de persones | 1175 | 1167   |
| Diferència         |      | −0,68% |